# مورافنو (سامباوا)
مورافنو (به لاتین: Morafeno) یک منطقهٔ مسکونی در ماداگاسکار است که در سامباوا واقع شده‌است. مورافنو ۹٬۰۰۰ نفر جمعیت دارد.